# 詐欺防止法
詐欺防止法（英: statute of frauds）とは、一定の種類の契約を締結するためには、契約当事者が署名した書面を作成しなければならないとする英米法諸国の法律である。

## 歴史
英米契約法において多くの契約で書面が必要とされているのは詐欺防止法に由来する。「詐欺防止法」は、英国において1677年に制定された法律（29 Car. II c. 3）に由来しており、正確にはStatute of Frauds and Perjuries（詐欺偽証法）と呼ばれる。
伝統的に、契約履行を求める訴訟において被告署名の契約書を必要とされたのは以下の場合である。
- 婚姻を約因とする契約
- 契約締結後1年以内に履行を完了することができない契約
- 土地に関する権利の譲渡を目的とする契約
- 遺言執行者が遺産に含まれる債務を自己の財産により弁済する旨の契約
- 一定価格を超える動産の売買契約
- 契約当事者が他人の債務等の保証人となる契約

法律学を学ぶ者は、書面が要求される契約類型を、各々頭文字を取って"MYLEGS" (marriage, year, land, executor, goods, surety)として記憶することもある。米国・カナダ・オーストラリアでは州ごとに詐欺防止法が制定されており、伝統的なリストとは大きく異なることもあることに留意すべきである。ただし、制定法ないし憲法による英国法の継受の仕方およびその後の改正法に起因して、元の英国制定法自体が効力を有する州も存在する。

## 英米法における要式契約

### アメリカ合衆国
アメリカ合衆国では種々の契約が書面が必要な要式契約とされている。統一商事法典では500ドル以上の物品売買契約には相手方の署名入りの書面がなければ契約は有効にならないとされている。また、多くの州で、不動産売買契約や保証契約などが書面が必要な要式契約とされている。

### イギリス
イギリスでは1954年のLaw Reform Actにより多くの契約で書面の要件を撤廃したが、保証契約や不動産売買契約には書面が必要である。